# Magistralinis kelias A5
Die Magistralinis kelias A5 (lit. für ,Hauptstraße A5') ist in Teilen als Autobahn ausgebaute Fernstraße in Litauen. Sie führt von Kaunas, über Marijampolė bis zur polnischen Grenze und knüpft an die dortige S61 an. Die Strecke zieht sich durch zwei Bezirke. Die A5 ist Teil der Europastraße 67, der sogenannten Via Baltica.

## Verlauf

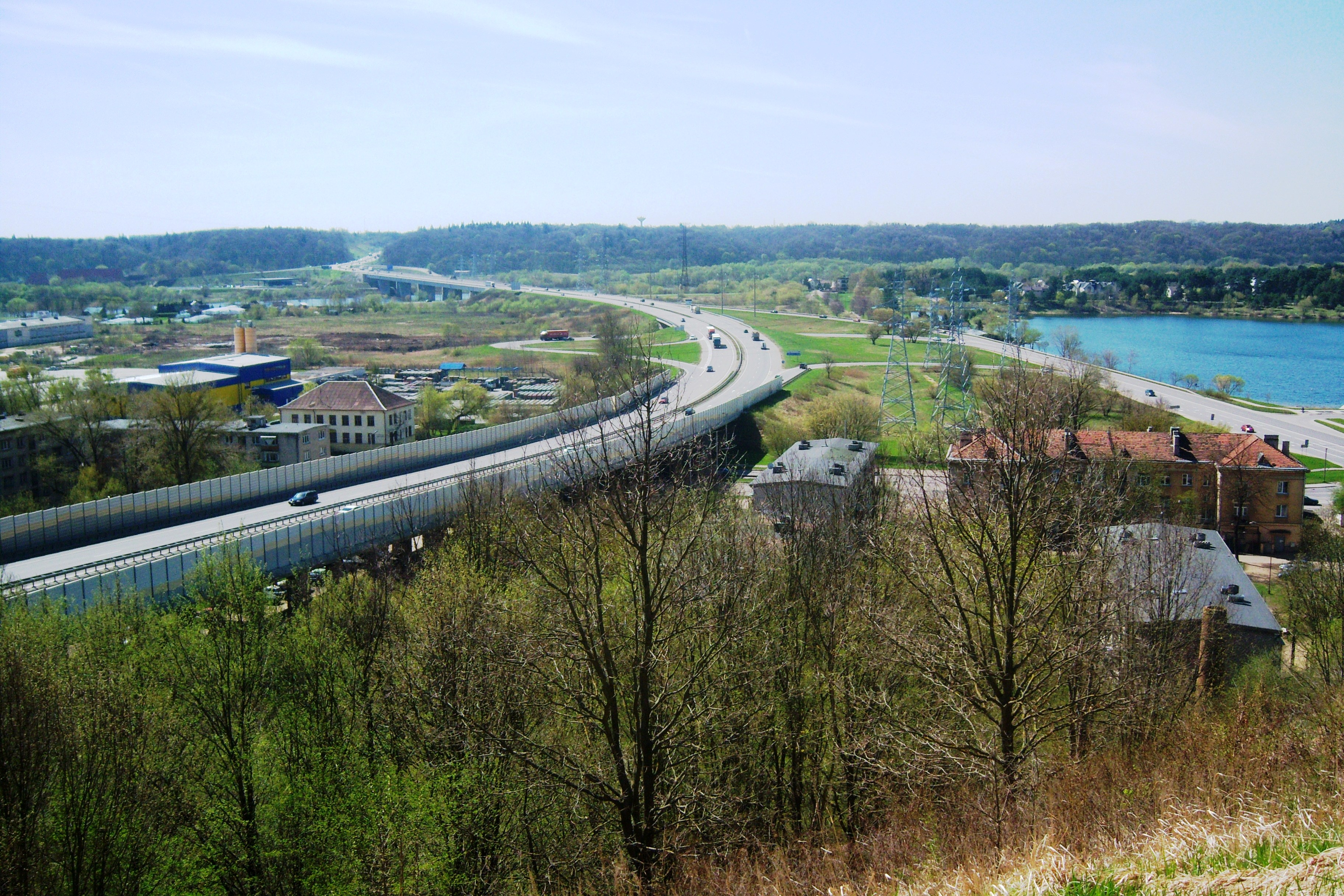
Die Via Baltica in Kaunas (2012)

Die Straße beginnt als Teil der E67 an der A1 bei Kaunas, wo sie die Fortsetzung der Fernstraßen A6 und A8 (ebenfalls Teil der E67) bildet. Der nördliche Abschnitt bis Garliava bildet die Westtangente von Kaunas; danach führt die Route nach Süden über Marijampolė, wo sie die Fernstraßen A16 (von Vilnius) und deren westliche Fortsetzung A7 (in Richtung Kaliningrad) kreuzt, und westlich an Kalvarija vorbei zur polnisch-litauischen Grenze, 27 km nördlich von Suwałki. Auf polnischer Seite bildet die Schnellstraße Droga ekspresowa S61 ihre Fortsetzung.
Die Länge der Straße beträgt rund 97 km.

## Ausbau

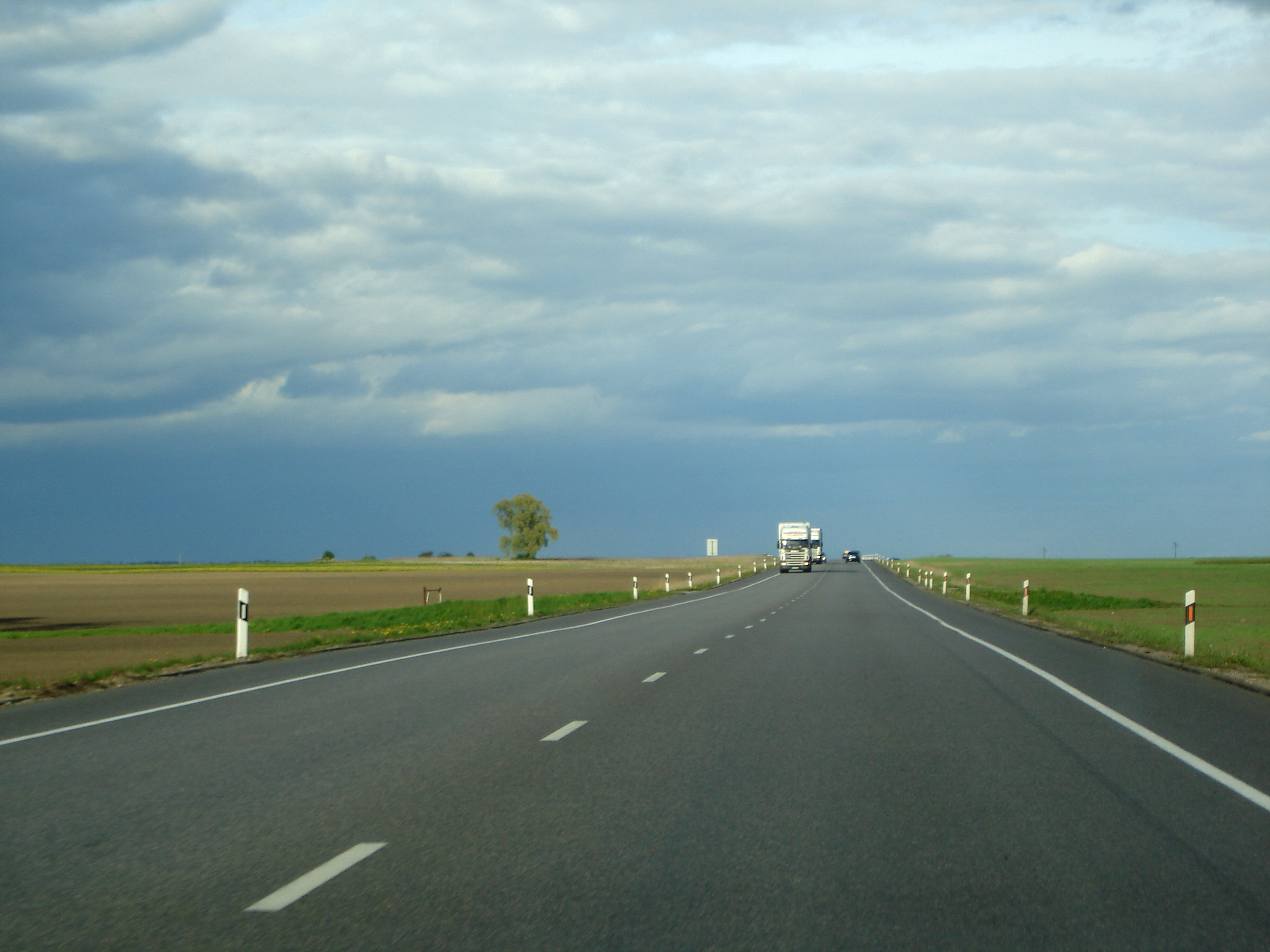
Straßenzustand vor dem Ausbau (2008)

Der Abschnitt Kaunas – Smalninkai wurde in den Jahren 2016 bis 2024 etappenweise ausgebaut und trägt seither im Bereich zwischen Prienai und Smalninkai den Status einer Autobahn. Nach Umbau der Anschlussstellen soll auch das Teilstück Garliava – Prienai zur Autobahn hochgestuft werden. Bis 2025 soll das Teilstück von Kalvarija bis zur polnischen Grenze als Autobahn ausgebaut werden, so dass mit der ebenfalls bis 2025 geplanten Fertigstellung der S61 auf polnischer Seite dann eine durchgehende autobahnähnlich ausgebaute Verbindung von Kaunas bis Warschau besteht.
Langfristig ist auch der Ausbau der Umfahrung Kaunas zu einer Autobahn vorgesehen.

## Abschnitte
|   | Abschnitt                                                                        | Kilometerzahl                                                              | Status                                                                       | Anmerkungen                                                                        |
| - | -------------------------------------------------------------------------------- | -------------------------------------------------------------------------- | ---------------------------------------------------------------------------- | ---------------------------------------------------------------------------------- |
| 1 | Kreuz Kaunas Rajongemeinde Kaunas – Kreuz Garliava                               | 0,00 – 17,34/21,84 km                                                      | In Betrieb (Bestand)                                                         | Abschnitt nicht als Autobahn klassifiziert.                                        |
| 2 | Kreuz Garliava – Mauručiai (Grenze Rajongemeinde Kaunas/Rajongemeinde Prienai)   | 17,34 – 23,40 km (südliche Fahrbahn) 21,84 – 23,40 km (nördliche Fahrbahn) | Fertiggestellt (September 2016) Umbau geplant                                | Abschnitt nicht als Autobahn klassifiziert. Ein Ausbau des Abschnitts ist geplant. |
| 3 | Abschnitt im Bereich der Rajongemeinde Prienai (Mauručiai – Skriaudžiai/Prienai) | 23,40 – 35,40 km                                                           | Fertiggestellt (November 2018)                                               | Seit November 2018 als Autobahn klassifiziert.                                     |
| 4 | Abschnitt im Bereich der Gemeinde Kazlų Rūda                                     | 35,40 – 45,15 km                                                           | Fertiggestellt (Juli 2017)                                                   | Seit November 2018 als Autobahn klassifiziert.                                     |
| 5 | Gemeinde Kazlų Rūda – Marijampolė (Pietariai)                                    | 45,15 – 56,83 km                                                           | Fertiggestellt (November 2018)                                               | Seit November 2018 als Autobahn klassifiziert.                                     |
| 6 | Pietariai – Skardupiai                                                           | 56,83 – 72,50 km                                                           | Fertiggestellt (11. Oktober 2024)                                            | Seit Oktober 2024 als Autobahn klassifiziert.                                      |
| 7 | Skardupiai – Trakiškiai                                                          | 72,50 – 79,00 km                                                           | Fertiggestellt (27. Oktober 2023)                                            | Seit Oktober 2023 als Autobahn klassifiziert.                                      |
| 8 | Trakiškiai – Smalninkai                                                          | 79,00 – 85,00 km                                                           | Fertiggestellt (20. Dezember 2023)                                           | Seit Dezember 2023 als Autobahn klassifiziert.                                     |
| 9 | Smalninkai – Grenze Kalvarija/Budzisko (Litauen/Polen)                           | 85,00 – 97,06 km                                                           | Vertragsunterzeichnung Mai 2024, Bauzeit Juni 2024 – Ende 2025 (Stand 05/24) | Neubau zwischen Smalninkai - Salaperaugis                                          |